# August Fredrik Soldan
August Fredrik Soldan, född 13 juli 1817 vid Sordavala, död 5 februari 1885 i Helsingfors, var en finländsk ingenjör och filosof.
Soldan var elev i Finska kadettkåren och blev 1838 officer i rysk tjänst samt antogs 1843 till lärare i kemi vid ingenjörskolan i Sankt Petersburg. År 1847 sändes han som ryska regeringens stipendiat till Tyskland, där han studerade kemi i Giessen under Justus von Liebigs ledning. Under vistelsen där utbröt februarirevolutionen. Vid budskapet därom lämnade han ryska statens tjänst och slog sig ned i Paris. Sviken i sina förhoppningar om revolutionen, avbröt han snart vistelsen där, besökte Storbritannien och Norge samt anlände slutligen till Stockholm. Då ryska legationen där fått spaning på honom, smugglades han 1849 ombord på ett fartyg, som avgick till USA.
I USA vistades Soldan under det antagna namnet Dalson omkring nio år, sysselsatt med undervisning och tekniska arbeten, slutligen som deltagare i en av delstatsregeringen i Pennsylvania anordnad geologisk undersökning och kartläggning i denna delstat. År 1858 återvände han till Sverige, bruten till kropp och själ, uppehöll sig ett år i Göteborg, varunder han höll föreläsningar, gav lektioner samt utarbetade en broschyr Om lysgas och dess användning (1859). 
År 1859 fick Soldan återvända till Finland samt erhöll anställning som lärare vid tekniska realskolan i Helsingfors och kallades 1861 till direktor för det nyinrättade myntverket. Samma år utgav han Om Finlands tjärindustri och dess möjliga förbättring. Han deltog i flera allmännyttiga företag och kallades av regeringen till medlem av åtskilliga kommittéer, bland annat den 1861 tillsatta kommittén för granskning av förslaget till författning rörande folkskoleväsendet. 
Som filosof anslöt Soldan sig omsider till den herbartska riktningen, efter att förut ha hyllat den vid Helsingfors universitet härskande hegelianismen. Han efterlämnade en omfattande manuskriptsamling av filosofiskt innehåll, men underlät att publicera sina arbeten, med undantag av en med anledning av Thiodolf Reins psykologi i "Finsk Tidskrift" (1877–78) meddelad artikelserie under titeln Herbart och Rein. Även genom personlig kontakt inom en visserligen liten, men inte betydelselös krets verkade han väckande på de filosofiska studierna i Helsingfors. 
Utdrag ur Soldans brev och dagböcker publicerades 1901 av svärsonen Juhani Aho i "En idéernas man. Biografi öfver August Fredrik Soldan" (i "Skrifter utgifna af Svenska litteratursällskapet i Finland", XLIX, 1901). 
Han gifte sig 1860 med Maria Müller (1837–1927) och hade sju barn, bland andra sonen August Leopold Soldan (1870–1942) och döttrarna Venny Soldan-Brofeldt och Tilly Soldan, barnbarnen Heikki Aho, Antti Aho och Björn Soldan samt barnbarnsbarnet Claire Aho.

### Övriga källor
1. ↑  Juhani Aho (1901), En idéernas man / biografi öfver August Fredrik Soldan af Juhani Aho., Skrifter utgivna av Svenska litteratursällskapet i Finland, Helsingfors, Wikidata Q113393922, ISSN 0039-6842, https://urn.fi/urn:NBN:fi-fd2019-00022073